# 1820年アメリカ合衆国大統領選挙
1820年アメリカ合衆国大統領選挙（1820ねんアメリカがっしゅうこくだいとうりょうせんきょ、英語: United States presidential election, 1820）は、1820年11月1日から12月6日にかけて施行されたアメリカ合衆国の大統領および副大統領を選出する選挙（第9回）である。

## 概要
アメリカ合衆国の大統領選挙の中で実質的に対抗馬がないままに1人の候補者が選ばれたことでは3度目で、かつ最後の選挙である（その前の2回とは1789年と1792年で、ともにジョージ・ワシントンが選ばれた）。
共に現職のジェームズ・モンロー大統領とダニエル・D・トンプキンス副大統領が、特に選挙運動もせずに再選された。
単一政党の政治が続いたにも拘らず、1820年の選挙期間には重要な問題が発生した。1819年の恐慌に続いて国中に不況が広がり、新しい領土に奴隷制が拡張されるという極めて重要な問題が中心課題となった。それにも拘らず、モンローはその再選にあたって反対党もなく、対立候補もいなかった。
当時の巷間に流布した話では、ニューハンプシャー州の1人の選挙人がジョン・クィンシー・アダムズに1票を投じ、ワシントンを唯一全会一致で選ばれた大統領のままにしておこうとしたということであった。実際に、アダムズに票を投じたニューハンプシャー州の選挙人ウィリアム・プラマーは単純にモンローが実力のない大統領であり2期目に値しないと感じていた。
マサチューセッツ州は4年前の選挙では22人の選挙人票を割り当てられていたが、1820年のときは15票に過ぎなかった。この影響力の減少は、その年のミズーリ妥協によって長い間州内にあったメイン地区が、加盟が保留されていた奴隷州であるミズーリ州とのバランスのために、自由州として分離し州に昇格したためであった。
この選挙ではミシシッピ州、イリノイ州、アラバマ州と上記ミズーリ州およびメイン州が新たに加わった。次の新州が加わるのはおよそ15年後である 。

## 一般選挙

### 選挙運動
モンローとトンプキンスに対する対抗馬がいなかったので、実質的な選挙運動は無かった。

### 論争
1820年3月6日、連邦議会はミズーリ州に対して憲法と州政府を作るための会議を開催させる法律を成立させた。この法は「...当該州は形成されたときに、あらゆる観点において現存州と平等な条件で合衆国への加盟を認められる。」とうたっていた。しかし、11月に議会が再招集され、ミズーリ州の加盟が新たな争点となった。ミズーリ州加盟に賛成する者は、ミズーリ州法の条件を満たしており、それ故に州であると主張した。反対する者は、ミズーリ州憲法のある条項がアメリカ合衆国憲法に違背していると主張した。
議会が選挙の終わった選挙人票を集計するために招集されたときまでに、この論争は2ヶ月以上も続いていた。集計は扱いにくい問題となった。もし議会がミズーリ州の票を加算すれば、ミズーリ州が州として認められたことになり、反対にその票を加算しなければ、ミズーリ州は州ではないと認めたことになった。前もってモンローが地滑り的勝利を掴んだことがわかり、それ故にミズーリ州の票は最終結果に影響を与えるものではなかったので、上院は1821年2月13日に、もし抗議がなされたとしてもミズーリ州の票が大統領になる者を変えなければ、この問題は考慮されないという決議を通した。実際に上院議長は、ミズーリ州の票を含めた場合と外した場合の2つの集計結果を議会に報告した。
翌日この決議が下院本会議に提案され、活発な議論のあとで可決された。それにも拘らず、1821年2月14日の選挙人票集計の際に、ニューハンプシャー州選出の下院議員アーサー・ライブモアによってミズーリ州の票に対する異議が出された。その論旨はミズーリ州が正式に州になっていないので、選挙人票を投ずる権利がないということだった。即座にバージニア州選出の下院議員ジョン・フロイドが、ミズーリ州の票は集計されるべきと主張した。混乱が始まり、票の集計は決議に従って行われ、その日は散会にするとされるまで収まらなかった。
モンローに反対する唯一の票は、ニューハンプシャー州選出の選挙人で元上院議員および州知事のウィリアム・プラマーからのものであった。プラマーは当時の国務長官ジョン・クィンシー・アダムズに1票を投じた。この行動はワシントンを唯一選挙人投票の全会一致で選ばれた大統領のままにしておこうとしたと言う者もいるが、モンローが最善の選択ではないという心からの信念によるものだと言う者もいる。プラマーは副大統領についてもトンプキンスへの投票を避けて、リチャード・ラッシュに投票した。
選挙人団のあらゆる者がジェームズ・モンローを選んだが、副大統領については連邦党の者に投票した連邦党選挙人がいくらかいた。リチャード・ストックトンに対する票はマサチューセッツ州のものだった。デラウェア州の全選挙人はお気に入りのダニエル・ロドニーに投じた。またロバート・グッドロー・ハーパーに投じられた1票はその出身州であるメリーランド州選挙人の票であった。

### 結果
| 大統領選投票の結果           |                    |            |               |            |              |
| 大統領候補者                 | 出身州             | 党         | 得票数 (a)(b) | 得票率     | 選挙人得票数 |
| ジェームズ・モンロー         | バージニア州       | 民主共和党 | 87,343        | 80.6%      | 228 / 231(c) |
| ジョン・クィンシー・アダムズ | マサチューセッツ州 | 共和党     | -             | -          | 1            |
| (連邦党選挙人)               | -                  | 連邦党     | 17,465        | 16.1%      | 0            |
| デウィット・クリントン       | ニューヨーク州     | -          | 1,893         | 1.7%       | 0            |
| 非拘束選挙人                 | -                  | -          | 1,658         | 1.5%       | 0            |
| 合計                         | 合計               | 合計       | 108,359       | 100%       | 229 / 232(c) |
| 選出必要数                   | 選出必要数         | 選出必要数 | 選出必要数    | 選出必要数 | 115 / 117(c) |

(a) 24州のうち、一般選挙で選挙人を選んだのは15州だった。 

(b) 一般選挙で選挙人を選んだ州では、その選挙権についての財産規定で州毎に大きなばらつきがあった。 

(c) ミズーリ州の選挙人票は、その州としての成立の時期のために無効ではないかという議論があった。最初の数字はミズーリ州票を含まず、後の数字は含むものである。
| 副大統領選投票の結果           |                    |            |              |
| 副大統領候補者                 | 出身州             | 党         | 選挙人得票数 |
| ダニエル・D・トンプキンス      | ニューヨーク州     | 民主共和党 | 215 / 218(a) |
| リチャード・ストックトン       | ニュージャージー州 | 連邦党     | 8            |
| ダニエル・ロドニー             | デラウェア州       | 連邦党     | 4            |
| ロバート・グッドロー・ハーパー | メリーランド州     | 連邦党     | 1            |
| リチャード・ラッシュ           | ペンシルベニア州   | 連邦党     | 1            |
| 合計                           | 合計               | 合計       | 229 / 232(a) |
| 選出必要数                     | 選出必要数         | 選出必要数 | 115 / 117(a) |

(a) ミズーリ州の選挙人票は、その州としての成立の時期のために無効ではないかという議論があった。最初の数字はミズーリ州票を含まず、後の数字は含むものである。

#### 組み合わせによる詳細
| 選挙人投票の結果 (a)         |                                |              |
| 大統領候補                   | 副大統領候補                   | 得票数       |
| ジェームズ・モンロー         | ダニエル・D・トンプキンス      | 215 / 218(a) |
| ジェームズ・モンロー         | リチャード・ストックトン       | 8            |
| ジェームズ・モンロー         | ダニエル・ロドニー             | 4            |
| ジェームズ・モンロー         | ロバート・グッドロー・ハーパー | 1            |
| ジョン・クィンシー・アダムズ | リチャード・ラッシュ           | 1            |

(a) ミズーリ州の選挙人票は、その州としての成立の時期のために無効ではないかという議論があった。最初の数字はミズーリ州票を含まず、後の数字は含むものである。
モンローとトンプキンス、およびアダムズとラッシュの組み合わせ以外は民主共和党と連邦党に跨る投票である。これら2党に跨る投票は選挙人総数の5.6%に過ぎなかった。

## 選挙人の選出
| 選挙人の選出                                                                | |
| 選挙人の選定方法                                                            | 州 |
| 各選挙人は州議会で指名                                                      | デラウェア州 ジョージア州 インディアナ州 ルイジアナ州 ミズーリ州 ニューヨーク州 サウスカロライナ州 バーモント州                                    |
| 州全体の投票で選挙人を選出                                                  | コネチカット州 ミシシッピ州 ニューハンプシャー州 ニュージャージー州 ノースカロライナ州 オハイオ州 ペンシルベニア州 ロードアイランド州 バージニア州 |
| 州を選挙人選挙区に分割し、その地区毎の選挙で1人の選挙人を選出               | イリノイ州 ケンタッキー州 メリーランド州 テネシー州                                                                                                |
| 2人の選挙人は州全体の投票で選出。残りの選挙人は下院議員選挙区毎に投票で選出 | メイン州 マサチューセッツ州 |